# Haus of Gaga
A Haus of Gaga Lady Gaga amerikai énekesnő kreatív csapatának neve. Egy Németországban adott interjúban Gaga azt mondta, a nevet a német Bauhaus művészeti intézmény ihlette. Létrehozását Andy Warhol The Factory nevű, hasonló jellegű háttércsapata inspirálta. A csapat az énekesnő számos projektjében közreműködik. Feladatuk elsősorban a ruhák, színpadi elemek és kellékek (például a Disco Stick vagy a videószemüveg) megtervezése, de mindenféle művészeti munkában is részt vesznek, így a borítók megtervezésében, fotózásban, a koncertek háttérvideóinak megalkotásában. Gaga így beszélt a csapat megszületéséről: „Kicsit frusztrált voltam a kezdetben újoncként, egy nagy lemezkiadó kötelékeibe kerülve. Be akartam fektetni a pénzemet a showba, mert új előadóként bizonyítanod kell. Dalszövegíróként gyűjtöttem pénzt [...] és mindet az előadásaimra akartam fordítani.” A csapat ennek a befektetett tőkének köszönhetően jöhetett létre, s ezzel megkezdődött a kreatív munka.

## A kreatív folyamat
|  | „Felhívtam a legmenőbb barátaimat, leültünk egy szobában és azt mondtam, szeretném ha valahogy kivilágítanátok az arcomat. Vagy kivilágítanátok a pálcámat. Vagy hogy akarok egy drótból készült szemüveget. Vagy hogy videószemüveget akarok, vagy bármi hasonlót. Ez egy igazán lenyűgöző kreatív munka, amely teljesen független a kiadómtól.” |
|  | – Lady Gaga |

Az említetteken túl ennek a csapatnak köszönhetően jött létre a "The Orbit" nevű óriási giroszkóp, amelyben Gaga a The Monster Ball turnéján a magasból leereszkedett, a "Piro Bra" nevű, szikrázó melltartó, melyet az énekesnő egyik fellépésén és a Bad Romance videóklipjében is használt, vagy az Emmának nevezett, szintén koncertjei során használt különleges gitár-szintetizátora.

## Tagjai
Gaga az MTV-nek nyilatkozva ezt mondta a csapatról: „Ők a legjobb barátaim. [...] Igazi kötelék és kapcsolat van közöttünk, és hát ez a lényege a zenének és a művészetnek. [...] Ők az én szívem és lelkem. Hisznek bennem, és úgy tekintenek rám, mint az anyjuk, a lányuk, vagy a testvérük, büszkeséggel és szeretettel.”

### Jelenlegi tagok

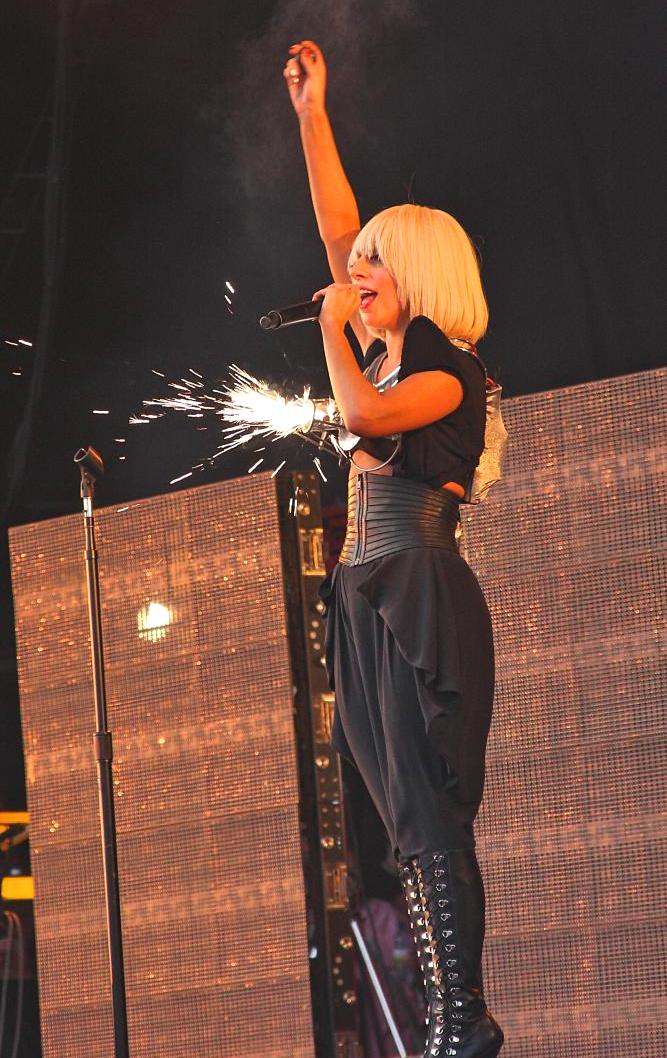
A Haus of Gaga készítette Lady Gaga képen viselt "Piro Bra" nevű szikrázó melltartóit is.

- Lady Gaga
- Vincent Herbert
- Bobby Campbell, menedzsment
- Lane Bentley, napi irányítás
- Paul "DJ White Shadow" Blair
- Alexandra Dash, projekt menedzser
- Dave Russell, hangkeverés
- Marla Weinhoff, művészeti rendezés
- Brandon Maxwell, divatfelelős
- Perry Meek, designer
- Frederic Aspiras, fodrász
- Sarah Tanno-Stewart, smink
- Lacee Franks, kreatív koordinálás
- Richy Jackson, koreográfus

### Korábbi tagok
- Troy Carter, menedzsment
- Fernando Garibay, zenei vezetés
- Space Cowboy, zenei vezetés
- Nicola Formichetti, divatfelelős
- Matthew "Dada" Williams, kreatív koordinálás
- Sonja Durham, kreatív koordinálás
- B. Åkerlund, stylist
- Anna Trevelyan, stylist
- Emily Eisen, stylist
- Laurieann "Boomkack" Gibson, koreográfus
- Terry Richardson, fényképész
- Inez and Vinoodh, fényképész